# Disphragis amata
Disphragis amata är en fjärilsart som beskrevs av Druce 1901. Disphragis amata ingår i släktet Disphragis och familjen tandspinnare. Inga underarter finns listade i Catalogue of Life.